# Omphalea ankaranensis
Espèce
Statut de conservation UICN

EN : En danger
Omphalea ankaranensis est une espèce de plantes à fleurs de la famille des Euphorbiaceae et du genre Omphalea. Elle est endémique des collines calcaires du nord de Madagascar.
C'est l'une des plantes hôte des chenilles de Chrysiridia rhipheus.